# Amreli
Pronunciação
Amreli é uma cidade da Índia, localizada no distrito de Amreli, estado de Guzerate. Sua população é de cerca de 90.243 habitantes. Está a 127 metros do nível do mar.

## História
Acredita-se que durante 534 dC Amreli existia era anteriormente conhecido como Anumanji, Amlik e depois Amravati. A cidade é nomeada na antiga Gujrati como "Amarvalli". Aprende-se da inscrição que o templo de Nagnath que o nome antigo da cidade de Amreli foi Amarpalli. Foi também chamado Girvanvalli. Entre os restos da cidade antiga estão as pedras memoriais ou fundações descobertas na bifurcação dos rios Thebi e Vari, e dois antigos templos, Kamnath e Trimbaknath, no oeste e leste do rio.